# Protocollo di Ginevra (1924)
Il protocollo per il regolamento pacifico delle controversie internazionali, meglio noto come protocollo di Ginevra (da non confondere con l'omonimo protocollo del 17 giugno 1925 relativo alla messa al bando delle armi chimiche), è un trattato internazionale stipulato nel 1925.

## Storia
L'iniziativa scaturì dai rapporti tra il primo ministro francese Édouard Herriot e quello inglese Ramsay MacDonald, sull'esigenza di rafforzare la Società delle Nazioni con strumenti efficaci a dirimere le controversie internazionali senza ricorrere all'uso delle armi e arrivare alla risoluzione delle contese attraverso l'arbitraggio internazionale; inoltre si era previsto l'abbassamento della maggioranza ai 2/3 e non più all'unanimità in caso di votazione su un intervento armato congiunto della Società delle Nazioni contro un paese.
Le posizioni dei due uomini politici, trovarono un generale consenso sulla necessità di nuovi strumenti, portando ad individuare una soluzione vicina al trinomio proposto da Herriot: arbitrato, sicurezza, disarmo. Il documento scaturito dalla volontà dei due uomini di stato, venne approvato il 2 ottobre del 1924 dalla Società delle Nazioni.  Il protocollo venne approvato, ma non entrò mai in vigore per la sconfitta alle elezioni di MacDonald nel 1924; il suo successore Baldwin, conservatore, rinnegò l'eredità del governo precedente e affossò il Protocollo.

## Contenuto
I punti più importanti del protocollo prevedevano la risoluzione delle controversie in seno alla Corte internazionale dell'Aja (per contrasti giuridici) o presso il Consiglio della Lega (in caso di composizioni politiche); era previsto la riduzione degli armamenti, da stabilire presso una conferenza internazionale, e si introducevano sanzioni economiche e boicottaggio contro i paesi trasgressori del protocollo.